# Арканзас Сити (Арканзас)
Арканзас Сити (енгл. Arkansas City) град је у америчкој савезној држави Арканзас.

## Демографија
По попису из 2010. године број становника је 366, што је 223 (-37,9%) становника мање него 2000. године.
| Група             | 2000.       | 2010.       |
| Белци             | 310 (52,6%) | 184 (50,3%) |
| Афроамериканци    | 258 (43,8%) | 172 (47,0%) |
| Азијати           | 0 (0,0%)    | 0 (0,0%)    |
| Хиспаноамериканци | 19 (3,2%)   | 4 (1,1%)    |
| Укупно            | 589         | 366         |